# Giovanni Battista Pichierri
Giovanni Battista Pichierri (Sava, Apúlia, 12 de fevereiro de 1943 - Trani, Apúlia, 26 de julho de 2017) foi um clérigo italiano e arcebispo católico romano de Trani-Barletta-Bisceglie-Nazareth.
Giovanni Battista Pichierri estudou filosofia e teologia no Seminário Diocesano da Diocese de Oria e foi ordenado sacerdote em 30 de agosto de 1967. Em 1970 completou os estudos de teologia ecumênica na Faculdade Ecumênica de Bari. Ele era ativo no cuidado pastoral na diocese de Oria. Em 1986 foi nomeado vigário geral e moderador da Cúria.
Em 21 de dezembro de 1990, o Papa João Paulo II o nomeou Bispo de Cerignola-Ascoli Satriano. O Bispo de Oria, Armando Franco, o consagrou em 26 de janeiro de 1991 na Chiesa Madre de Manduria; Co-consagrantes foram Andrea Mariano Magrassi O.S.B., Arcebispo de Bari-Bitonto, e Benigno Luigi Papa OFMCap, Arcebispo de Taranto. Como lema escolheu Oportet illum crescere.
Em 13 de novembro de 1999 foi nomeado arcebispo de Trani-Barletta-Bisceglie-Nazareth por João Paulo II e empossado em 26 de janeiro do ano seguinte.
Foi Prior da Comenda de Nazaré/Barletta da Ordem Equestre do Santo Sepulcro de Jerusalém.